# Louis Clarke
Louis Alfred „Pinky“ Clarke (* 23. November 1901 in Statesville, North Carolina; † 24. Februar 1977 in Fishkill, New York) war ein US-amerikanischer Leichtathlet und Olympiasieger.
1923 gewann Clarke, als Student an der Johns Hopkins University, die NCAA-Meisterschaften über 100 Yards. Bei den VIII. Olympischen Spielen 1924 in Paris gewann er die Goldmedaille im 4-mal-100-Meter-Staffellauf mit einem neuen Weltrekord, zusammen mit seinen Mannschaftskollegen Loren Murchison, Frank Hussey und Alfred LeConey, vor den Mannschaften aus Großbritannien (Silber) und den Niederlanden (Bronze).